# فرانك ر. آدامز
فرانك ر. آدامز (بالإنجليزية: Frank R. Adams)‏ هو ملحن وصحفي وكاتب سيناريو أمريكي، ولد في 7 يوليو 1883 في موريسون في الولايات المتحدة، وتوفي في 8 أكتوبر 1963 في بلدة وايت ليك في الولايات المتحدة.

## وصلات خارجية
- فرانك ر. آدامز على موقع IMDb (الإنجليزية)
- فرانك ر. آدامز على موقع ميوزك برينز (الإنجليزية)
- فرانك ر. آدامز على موقع أول موفي (الإنجليزية)
- فرانك ر. آدامز على موقع قاعدة بيانات برودواي على الإنترنت (الإنجليزية)
- فرانك ر. آدامز على موقع قاعدة بيانات برودواي على الإنترنت (الإنجليزية)
- فرانك ر. آدامز على موقع قاعدة بيانات برودواي على الإنترنت (الإنجليزية)
- فرانك ر. آدامز على موقع ديسكوغز (الإنجليزية)
- فرانك ر. آدامز على موقع قاعدة بيانات الفيلم (الإنجليزية)